# Levcenkî, Horol
Levcenkî (în ucraineană Левченки) este un sat în comuna Novaciîha din raionul Horol, regiunea Poltava, Ucraina.

## Demografie
Componența lingvistică a localității Levcenkî
     Ucraineană (96,92%)
     Rusă (3,08%)
Conform recensământului din 2001, majoritatea populației localității Levcenkî era vorbitoare de ucraineană (96,92%), existând în minoritate și vorbitori de rusă (3,08%).